# No More Tears (Enough Is Enough)
No More Tears (Enough Is Enough) är en duett och discolåt för kvinnoröster, skriven av Bruce Roberts och Paul Jabara, och inspelad första gången av Donna Summer och Barbra Streisand 1979.
Roberts och Jabara skrev låten på tio minuter sedan de kommit på att de skulle skriva en duett åt de största kvinnliga artisterna på listorna. Någon dag senare spelades låten in i studio. Streisand kände sig obekväm med genren, som var ny för henne, men den var oaktat detta färdiginspelad innan sångerskornas advokater hunnit förhindra det; sångerskorna var signade på olika bolag.
Låten handlar om hur en kvinna packar ihop sakerna efter sin älskare, eftersom han visat sig vara som alla andra män som hon har älskat. De första två verserna spelas i lugnt tempo, för att i övergången till tredje versen, som föregriper första refrängen, med ett crescendo växla till disco.
Originaltitel var först "Enough is Enough", vilket inte passade temat för Streisands album Wet, där varje låt hade något med vatten att göra. Låtskrivarna ändrade titeln och lade till inledningen: "It’s raining, it’s pouring, my love life is boring me to tears", "Det regnar, det ösregnar, mitt kärleksliv tråkar mig till tårar."
Efter att inspelningen var klar, framförde Summer och Streisand inte låten tillsammans igen, men med olika andra artister.
No More Tears gjorde entré på Billboard Hot 100 på plats 59 den 20 oktober 1979, och låg sedan på första plats mellan 24 november och 1 december 1979. Detta gjorde låten till den första duetten av två kvinnor som toppade listan, och blev också båda artisternas fjärde förstaplacerade singel i USA, såväl som Summers sista. Låten låg som nummer ett i fyra veckor på discolistan. I Sverige toppades Sverigetopplistan en vecka, och låg sammanlagt tio veckor på listan.